# Impasse Sainte-Marine
L'impasse Sainte-Marine, plus anciennement rue Sainte-Marine, est une ancienne rue de Paris, aujourd'hui disparue. Elle était située dans l'ancien 9e arrondissement (actuel 4e arrondissement) quartier de la Cité, sur l'île de la Cité.

## Situation
Au moment de sa disparition dans les années 1860, cette rue, qui n'était plus qu'un cul-de-sac, commençait entre les 11-13, rue d'Arcole (3-5, rue Saint-Pierre-aux-Bœufs avant 1837). Elle était située dans l'ancien 9e arrondissement.
Les numéros de la rue étaient noirs. Le seul numéro impair était le no 1 et le dernier numéro pair était le no 8.

## Origine du nom
La rue tient son nom de l'église Sainte-Marine qui y était située.

## Historique
Au XIIe et au XIVe siècles, elle est appelée « rue Sainte-Marine » puis « ruelle Sainte-Marine ». Elle est citée dans Le Dit des rues de Paris de Guillot de Paris sous la forme « rue Sainte-Marine ». Au XIVe siècle, la totalité de la rue appartenait au Chapitre de Notre-Dame de Paris.
En 1417, elle devient un cul-de-sac après la fermeture d'un bout de cette rue qui débouchait sur la rue du Cloître-Notre-Dame. Elle prit alors le nom de « cul-de-sac Sainte-Marine » ou « impasse Sainte-Marine ».
Elle est citée sous le nom de « rue Sainte Marine », dans un manuscrit de 1636.
La rue formait un angle droit et était irrégulière. Sa largeur variait de 3,20 m (au début de la rue) à 7 m (dans le retour d'équerre au sud),.
En 1702, la rue, qui fait partie du quartier de la Cité, possède 6 maisons et 2 lanternes
Dans la seconde partie des années 1860, la rue d'Arcole est reconstruite selon un nouvel axe dans le cadre de la reconstruction de l'Hôtel-Dieu. L'impasse Saint-Martial disparait alors. La chaussée de la rue d'Arcole occupe l'emplacement de l'ancienne rue.

## Bâtiments remarquables et lieux de mémoire
- No 6 : église Sainte-Marine[3], mentionnée pour la première fois en 1036 et qui servit d'atelier de teinture après la Révolution française[1].
- Chevet de l'église Saint-Pierre-aux-Bœufs[9].